# China National Aviation Corporation
La China National Aviation Corporation (中國航空公司;, abbrev 中航; CNAC) era la maggiore compagnia aerea della Repubblica di Cina e attualmente una holding di società nella Repubblica Popolare Cinese che possiede la maggioranza delle azioni di Air China e di Air Macau.

## Storia
Venne istituita nel 1929 con la denominazione China Airways dall'azienda statunitense Curtiss-Wright Corporation, sotto il controllo del magnate delle linee aeree statunitensi Clement Melville Keys. Nel 1933, a seguito di una serie di disastrosi incidenti aerei e disaccordi con l'allora leader cinese Chiang Kai-shek, Keys cedette la compagnia alla Pan American Airways, controllata dal rivale storico in campo aeronautico civile Juan Trippe. La Pan Am affidò quindi il controllo della CNAC al banchiere ed aviatore Harold Bixby.
Durante la seconda guerra mondiale, assieme alla Chinese Air Company, la CNAC effettuava dei voli per forniture di merci provenienti da Assam, in India, verso la Cina sud occidentale attraverso la rotta chiamata dai piloti alleati The Hump (In inglese La gobba) in quanto le forze giapponesi avevano impedito l'accesso tramite la Burma Road, una via di comunicazione stradale di 1 154 km (717 mi) che attraversa il territorio della Birmania, l'attuale Myanmar. 
Nonostante il controllo dello spazio aereo ed i conseguenti attacchi inflitti dai giapponesi, e più significativamente le mutevoli condizioni atmosferiche oltre l'Himalaya, i voli si svolsero con regolarità dall'aprile 1942 fino alla fine del conflitto.
La CNAC gestiva inoltre le rotte interne tra Shanghai verso Pechino, Chongqing e Canton, utilizzando i bimotori di linea Douglas DC-2 e DC-3. Oltre ai velivoli surplus della guerra la CNAC aveva anche acquistato un nuovissimo quadrimotore Douglas DC-4 per effettuare il collegamento transoceanico sulla rotta tra Shanghai e San Francisco.
La decadenza della compagnia viene datata il 9 novembre 1949, quando l'amministratore delegato Colonel C. Y. Liu, il direttore generale della CATC (Central Aviation Transport Corporation) Colonel C. L. Chen e alcuni membri del personale dichiararono il loro desiderio di aderire al nuovo regime comunista. Lo stesso giorno, 12 velivoli della CNAC e CATC sono stati requisiti e trasferiti in volo senza riconoscimento dall'Aeroporto di Hong Kong Kai Tak nel territorio controllato dalla Repubblica Popolare Cinese. Un esemplare arrivò a Pechino mentre gli altri 11 atterrarono all'Aeroporto di Tianjin-Binhai. Il resto del personale era anch'esso intenzionato a passare alla Cina in un secondo momento. I restanti velivoli in sosta ad Hong Kong vennero quindi trasferiti alla Civil Air Transport Inc. gestita dal regime nazionalista nel tentativo di salvare gli aerei da una nuova requisizione da parte del regime comunista.
La CNAC cessò le attività in territorio cinese in seguito allo scoppio della guerra civile cinese quando la Civil Aviation Administration of China (CAAC) riprese ad essere l'unica compagnia aerea cinese. Tuttavia la CNAC rimase come sussidiaria della CAAC e stabilita ad Hong Kong.
Negli anni ottanta, la CNAC ha agito come agenzia transoceanica della CAAC. Successivamente inaugurò una propria linea aerea, la CNAC Zhejiang, con sede ad Hangzhou dotandosi di una flotta inizialmente di Bombardier Dash 8 per passare successivamente agli Airbus A320 e A319, adottando lo stesso logo del 1929 dipinto sulla deriva dei velivoli.
La CNAC si fuse all'Air China assieme alla China Southwest Airlines nel 2004 quando la CAAC decise di consolidare le nove principali compagnie aeree di proprietà statale in tre gruppi. La nuova Air China venne privatizzata dalla China National Aviation Holdings (CNAH) Company ed ora è quotata presso la Borsa di Hong Kong (code 1110).
La CNAC al gennaio 2008 era in trattativa con la China Eastern Airlines per l'acquisto fino al 30% di quest'ultima compagnia aerea.